# AG Virginis
AG Virginis är en förmörkelsevariabel av W Ursae Majoris-typ (EW/KW) där stjärnorna står i tät kontakt med varandra. AG Vir är belägen i stjärnbilden Jungfrun.
Stjärnan har visuell magnitud +8,35 och varierar med en amplitud av 0,58 magnituder och en period av 0,6426505 dygn, eller ungefär 15,4 timmar.